# Pauri
Pauri là một thành phố và là nơi đặt ban đô thị (municipal board) của quận Garhwal thuộc bang Uttaranchal, Ấn Độ.

## Nhân khẩu
Theo điều tra dân số năm 2001 của Ấn Độ, Pauri có dân số 24.742 người. Phái nam chiếm 53% tổng số dân và phái nữ chiếm 47%. Pauri có tỷ lệ 80% biết đọc biết viết, cao hơn tỷ lệ trung bình toàn quốc là 59,5%: tỷ lệ cho phái nam là 84%, và tỷ lệ cho phái nữ là 76%. Tại Pauri, 12% dân số nhỏ hơn 6 tuổi.